# Lista dos deputados da Ala Liberal
Esta é uma lista dos deputados da Ala Liberal da Assembleia Nacional (1969—1973).
- Alberto Eduardo Nogueira Lobo de Alarcão e Silva
- António Bebiano Correia Henriques Carreira
- Francisco José Pereira Pinto Balsemão
- Francisco Manuel Lumbrales de Sá Carneiro
- João Bosco Soares Mota Amaral
- João José Ferreira Forte
- João Pedro Miller Pinto Lemos Guerra
- Joaquim Carvalho Macedo Correia
- Joaquim Germano Pinto Machado Correia da Silva
- Joaquim Jorge Magalhães Saraiva da Mota
- José da Silva
- José Gabriel Mendonça Correia da Cunha
- José Pedro Pinto Leite
- Manuel Joaquim Montanha Pinto
- Manuel Martins da Cruz
- Maria Raquel Ribeiro
- Olímpio da Conceição Pereira
- Rafael Valadão dos Santos
- Tomás Oliveira Dias